# Copa do Rei Saudita de 2024–25
A Copa do Rei Saudita de 2024–25, ou Copa do Guardião das Duas Mesquitas Sagradas, foi a 50ª edição da Copa do Rei desde sua criação em 1957. O torneio começou em 22 de setembro de 2024 e terminou com a final em 30 de maio de 2025.
O vencedor se classificou para a fase de grupos da Liga dos Campeões Dois da AFC de 2025–26.
O Al-Hilal foi bicampeão após conquistar seu décimo primeiro título na temporada passada. Eles foram eliminados nas quartas de final pelo eventual vencedor, Al-Ittihad.

## Equipes participantes
Um total de 32 equipes participaram desta temporada, 18 das quais competiram na Liga Profissional e 14 na Liga MS.
| Liga               | Equipes |
| ------------------ | --- |
| Campeonato Saudita | - Al-Ahli - Al-Ettifaq - Al-Fateh - Al-Fayha - Al-Hilal AC - Al-Ittihad - Al-Khaleej - Al-Kholood - Al-Nassr - Al-Okhdood - Al-Orobah - Al-Qadsiah - Al-Raed - Al-Riyadh - Al-Shabab - Al-Taawoun - Al Wehda - Damac |
| Liga MS            | - Abha - Al-Adalah - Al-Ain - Al-Arabi - Al-Batin Football ClubAl-Batin - Al-Bukiryah - Al-Faisaly - Al-Hazem - Al-Jabalain - Al-Jandal - Al-Najma - Al-Safa - Al-Tai - Jeddah                                       |

## 16 avos de final
O sorteio para os 16 avos de final foi realizado em 12 de junho de 2024. As datas dos jogos dos 16 avos de final foram anunciadas em 19 de agosto de 2024. Todos os horários são locais, UTC+3.
| Equipe 1    | Resultado   | Equipe 2   |
| ----------- | ----------- | ---------- |
| Al-Okhdood  | 1–2         | Al-Arabi   |
| Al-Qadsiah  | 4–1         | Al-Orobah  |
| Al Wehda    | 1–1 (4–2 p) | Al-Faisaly |
| Al-Fayha    | 4–0         | Al-Batin   |
| Al-Hazem    | 1–2         | Al-Nassr   |
| Al-Tai      | 5–2         | Al-Khaleej |
| Al-Ahli     | 1–2         | Al-Jandal  |
| Al-Bukiryah | 0–1         | Al-Hilal   |
| Al-Jabalain | 2–0         | Al-Fateh   |
| Al-Ittihad  | 3–0         | Al-Ain     |
| Al-Kholood  | 1–3         | Al-Shabab  |
| Al-Najma    | 2–0         | Damac      |
| Abha        | 2–3         | Al-Taawoun |
| Jeddah      | 0–2         | Al-Raed    |
| Al-Safa     | 1–3         | Al-Riyadh  |
| Al-Bukiryah | 0–1         | Al-Hilal   |

## Oitavas de final
O sorteio para as oitavas de final foi realizado em 26 de setembro de 2024. As datas dos jogos das oitavas de final foram anunciadas em 30 de setembro de 2024. Todos os horários são locais, UTC+3.
| Equipe 1    | Resultado | Equipe 2   |
| ----------- | --------- | ---------- |
| Al-Riyadh   | 0–2       | Al-Shabab  |
| Al-Ittihad  | 2–0       | Al-Jandal  |
| Al Wehda    | 1–2       | Al-Qadsiah |
| Al-Najma    | 0–1       | Al-Raed    |
| Al-Tai      | 1–4       | Al-Hilal   |
| Al-Nassr    | 0–1       | Al-Taawoun |
| Al-Fayha    | 1–0       | Al-Arabi   |
| Al-Jabalain | 3–1       | Al-Ettifaq |

## Quartas de final
O sorteio para as quartas de final foi realizado em 30 de outubro de 2024. As datas dos jogos das quartas de final foram anunciadas em 3 de novembro de 2024. Todos os horários são locais, UTC+3.
| Equipe 1   | Resultado   | Equipe 2    |
| ---------- | ----------- | ----------- |
| Al-Raed    | 1–1 (4–3 p) | Al-Jabalain |
| Al-Shabab  | 2–1         | Al-Fayha    |
| Al-Taawoun | 0–3         | Al-Qadsiah  |
| Al-Hilal   | 2–2 (1–3 p) | Al-Ittihad  |

## Semifinais
O sorteio para as semifinais foi realizado em 8 de janeiro de 2025. As datas dos jogos das semifinais foram anunciadas em 9 de janeiro de 2025. Todos os horários são locais, UTC+3.
| Equipe 1   | Resultado | Equipe 2  |
| ---------- | --------- | --------- |
| Al-Ittihad | 3–2       | Al-Shabab |
| Al-Qadsiah | 1–0       | Al-Raed   |

## Final
| 30 de maio de 2025 | Al-Ittihad                     | 3 – 1     | Al-Qadsiah              | Cidade dos Esportes Rei Abdullah, Gidá    |
| 21:00 (UTC+3)      | Benzema 34', 90+4' · Aouar 43' | Relatório | 45+6' (pen.) Aubameyang | Público: 51 331 Árbitro: Maurizio Mariani |

## Ligações Externas
- Copa Guardião das Duas Mesquitas Sagradas – Arábia Saudita 2025, Goalzz.com
- Copa do Rei, saff.com.sa